# Onur Air
Onur Air war eine türkische Fluggesellschaft mit Sitz in Istanbul und Basis auf dem Flughafen Istanbul.

## Geschichte

### 1990er-Jahre

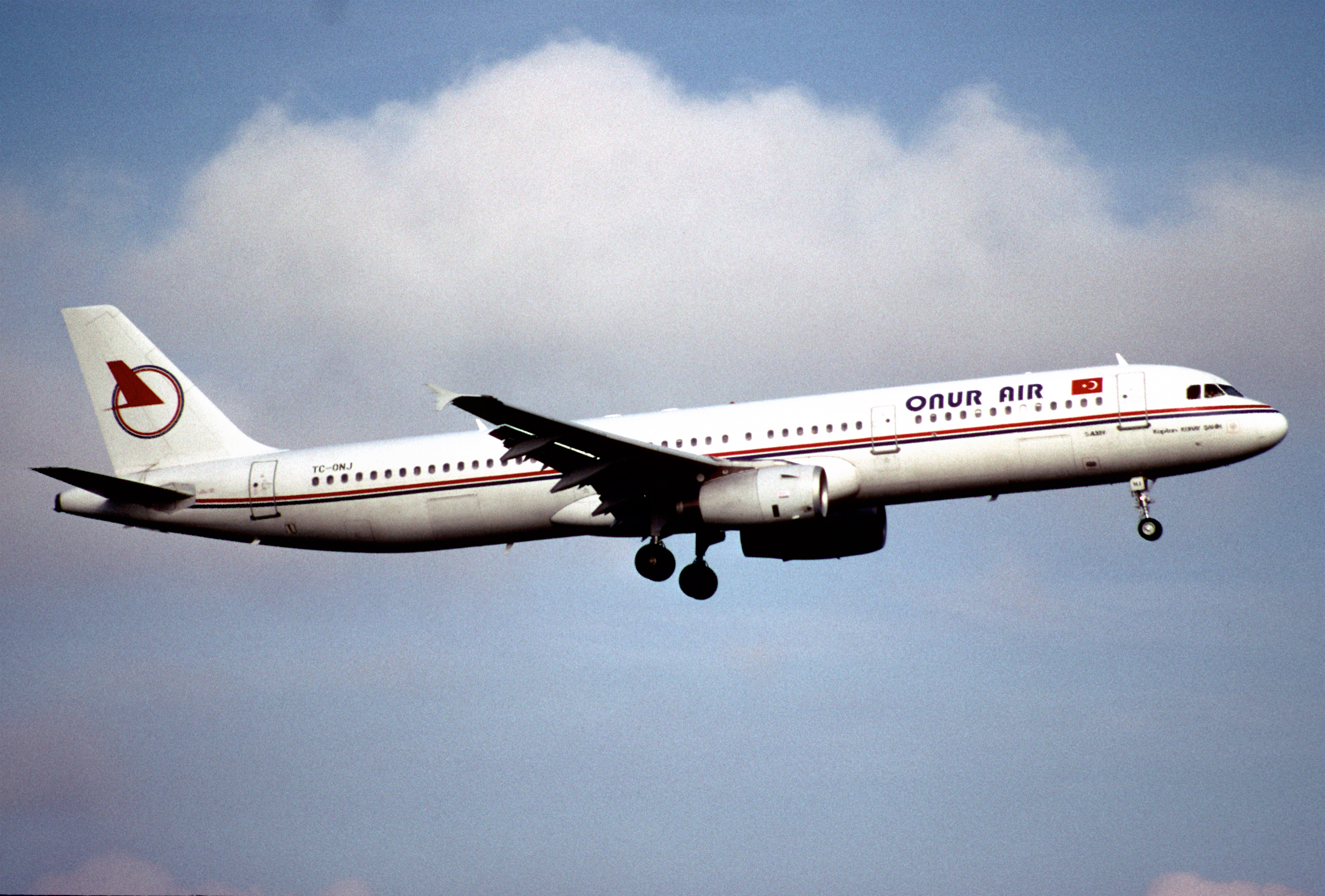
Airbus A321-100 der Onur Air im Jahr 2001

Onur Air wurde am 14. April 1992 als Tochtergesellschaft des türkischen Reiseveranstalters TK Air Travel gegründet und nahm bereits einen Monat später den Flugbetrieb mit einem werksneuen Airbus A320-200 auf. Die Flotte wurde bis zum Frühjahr 1993 um weitere drei werksneue Exemplare ergänzt.
1994 beteiligte sich die Ten Tour Gruppe an der noch jungen türkischen Fluggesellschaft und übernahm sie später ganz. Mit einer solideren Finanzierung wurde ab Juli 1995 die Airbus-Flotte um neun weitere Einheiten ausgebaut und mit dem Aufbau eines nationalen Streckennetzes begonnen.
Ab 1996 wurden aufgrund der international gestiegenen Beliebtheit der türkischen Urlaubsregionen Airbus A300B4-200 eingeflottet. Ab 1997 kamen auf nachfrageschwächeren Routen McDonnell Douglas MD-83 und MD-88 zum Einsatz.

### 2000er-Jahre

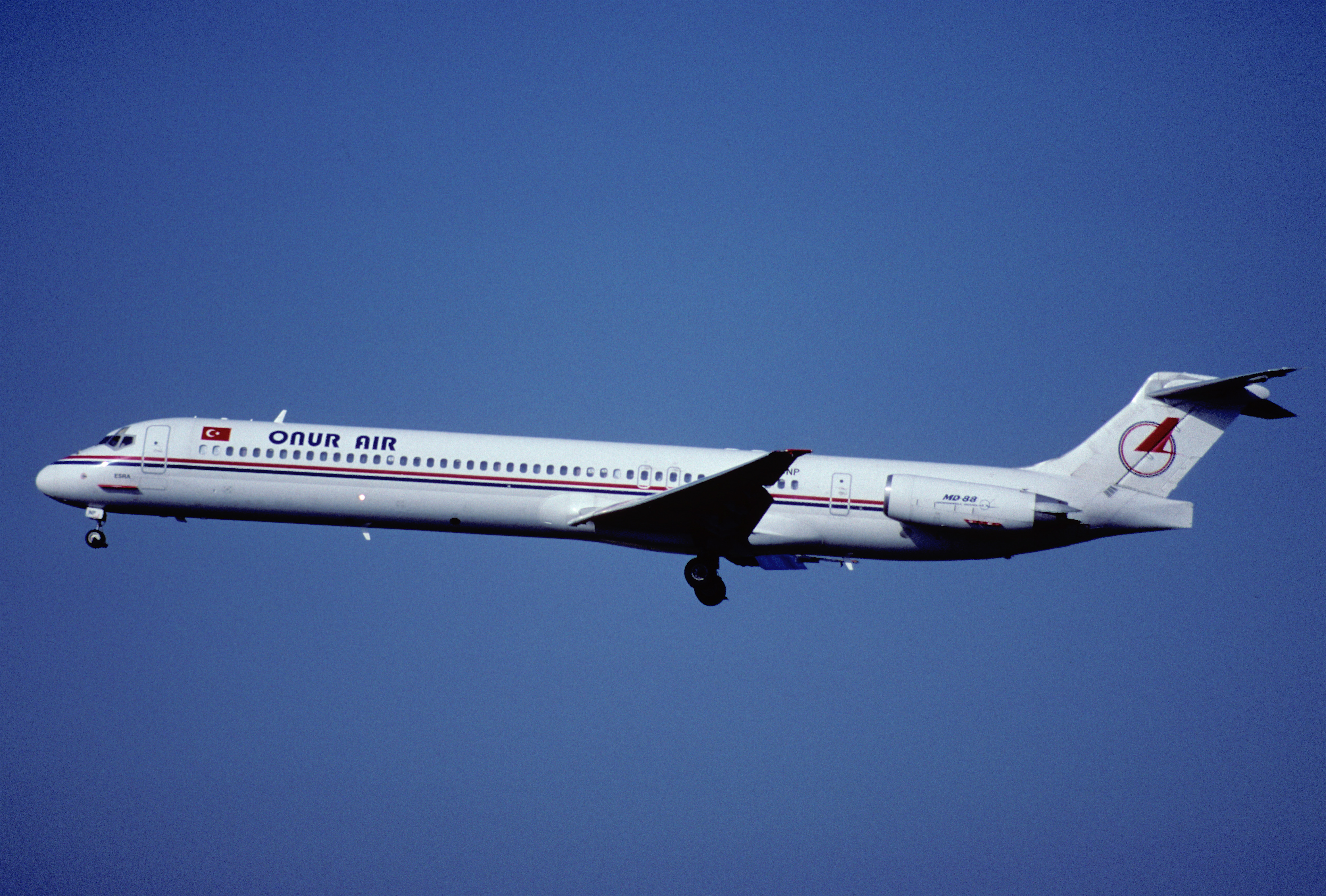
McDonnell Douglas MD-83 der Onur Air im Jahr 2001

Anfang 2000 erhielt Onur weitere zwei A300B4 und eine A300B2 von South African Airways. In der Folgezeit wurden A300-600 eingeflottet, die mit über 300 Sitzplätzen ausgestattet wurden, sowie später insgesamt acht Airbus A321-100 und -200.
Am 13. Mai 2005 wurde der Fluggesellschaft sowohl vom deutschen Luftfahrt-Bundesamt als auch von den niederländischen Behörden die Einflugerlaubnis entzogen, da gravierende Mängel an den Maschinen der Onur Air festgestellt worden waren. Als Gegenreaktion entzog die Türkei daraufhin den deutschen Fluggesellschaften die Landeerlaubnis. Nach Protesten des Auswärtigen Amtes wurde das Einflugverbot für deutsche Flugzeuge wieder aufgehoben. Am 14. Mai wurden der Fluggesellschaft auch durch die schweizerische und die französische Flugsicherheitsbehörde die Einflugerlaubnis entzogen. Onur Air war bis dahin von Airbus und Boeing insgesamt neunmal wegen ihrer Wartungsverfahren mit Zertifikaten prämiert worden. In der Zeit vom 4. bis zum 6. Juli 2005 wurde gemäß der Auflage aus der Wiedererteilung der Einfluggenehmigung mit einem so genannten „Final Meeting“ auf dem Heimatflughafen der Onur Air in Antalya die Überprüfung der Fluggesellschaft vorläufig abgeschlossen.
Im Sommer 2009 schaffte der Inhaber von Onur Air, Cankut Bagana, zwei weitere Airbus A320-200 an. Diese Maschinen wurden zwischenzeitlich unter den Luftfahrzeugkennzeichen TC-KLA und TC-KLB für Kogalymavia eingesetzt. Vorausgegangen war eine Partnerschaft zwischen Kogalymavia, an der sich Cankut Bagana beteiligt hatte, und Onur Air. Des Weiteren wurde in der Türkei ein Unternehmen mit gleichem Namen gegründet. Die beiden Maschinen wurden im Jahr 2014 durch Onur Air an den Leasinggeber zurückgegeben.
Mitte April 2013 flottete Onur Air ihre letzten fünf Airbus A300 aus.
Mit der Schließung des Heimatflughafens Istanbul-Atatürk zog Onur Air im April 2019 zum Flughafen Istanbul um.
Die bulgarische Tochtergesellschaft Holiday Europe OOD erhielt am 24. August 2019 ihr Air Operator Certificate (AOC) und ihre Betriebsbewilligung (OL) von seitens der bulgarischen Zivilluftfahrtbehörde BGCAA. Onur Air hält aus rechtlichen Gründen nur 49 Prozent an Holiday Europe.

### 2020er-Jahre
Bereits vor der Covid-19-Pandemie befand sich Onur Air in finanziellen Schwierigkeiten, welche durch die Pandemie und den damit gesunkenen Luftverkehrsaufkommen weiter zunahmen. Es kam wiederholt zu dem Versuch, Teile der Gesellschaft zu verkaufen, welche alle scheiterten. Im Sommer 2020 wurden nur sehr wenige Flüge durchgeführt, viele Flugzeuge der Onur Air sind seit Beginn der Pandemie im März 2020 abgestellt.
Am Vormittag des 14. November 2020 landete der letzte planmäßige Flug der Onur Air, 8Q351 aus Kuwait, am Flughafen Istanbul. Seit Dezember 2020 ruht der Flugverkehr von Onur Air und der Tochtergesellschaft Holiday Europe komplett, diverse neuere Flugzeuge wurden von den Leasinggebern eingezogen.
Seit April 2021 befanden sich alle Angestellten der Onur Air im unbezahlten Urlaub, da zu diesem Zeitpunkt die Kurzarbeit und damit die Unterstützung der türkischen Regierung auslief. Im Juni 2021 wurden acht Flugzeuge, welche sich im Besitz der Onur Air befinden, von Fraport Antalya gepfändet, da Onur Air dieser umgerechnet rund 500.000 Euro aus der Zeit vor der Pandemie schuldet. Auch ein geplanter Wetlease für FlyBosnia kam nicht zustande.
Anfang Juli 2021 teilte die Geschäftsführung den Angestellten mit, dass der Flugbetrieb am 26. Juli wieder aufgenommen werden sollte, es kam jedoch nicht dazu, da angeblich der Verkauf der Gesellschaft an einen ausländischen Investor gescheitert sei.
Im Dezember 2021 wurde bekannt, dass die türkische Luftfahrtbehörde das Luftverkehrsbetreiberzeugnis (AOC) und die Betriebsgenehmigung nicht verlängern wird, da wichtige Kriterien nicht erfüllt werden können. Im Juni 2022 wurde die Betriebsgenehmigung endgültig entzogen.

## Flugziele
Onur Air führte in erster Linie Charterflüge durch und bot ihre Flugzeuge samt Besatzung auch im Wetlease an. Im Linienflugverkehr wurden Ziele innerhalb der Türkei angeboten. Des Weiteren wurden Städte in Europa und im Nahen Osten angeflogen.
Im deutschsprachigen Raum wurden Berlin, Bremen, Leipzig/Halle, Hamburg, Frankfurt, München, Stuttgart, Erfurt-Weimar bedient. Darüber hinaus wurden weitere saisonale Ziele angeflogen.

## Flotte

### Flotte bei Betriebseinstellung

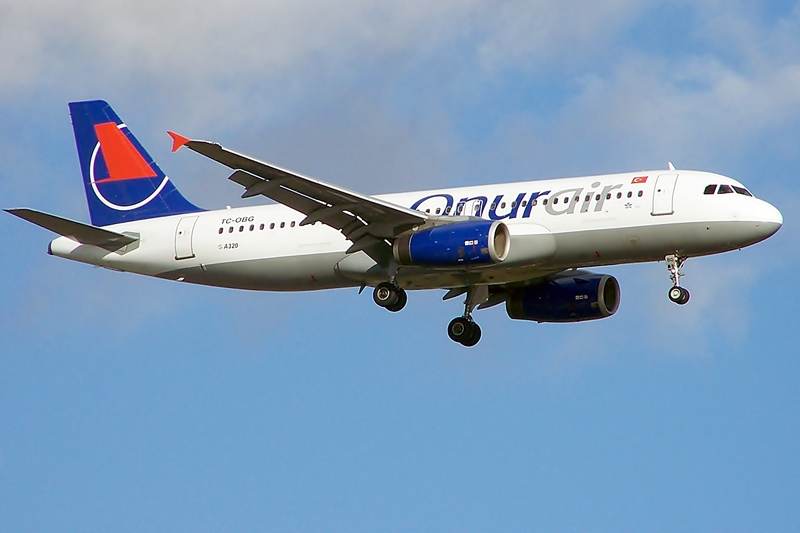
Airbus A320-200 der Onur Air

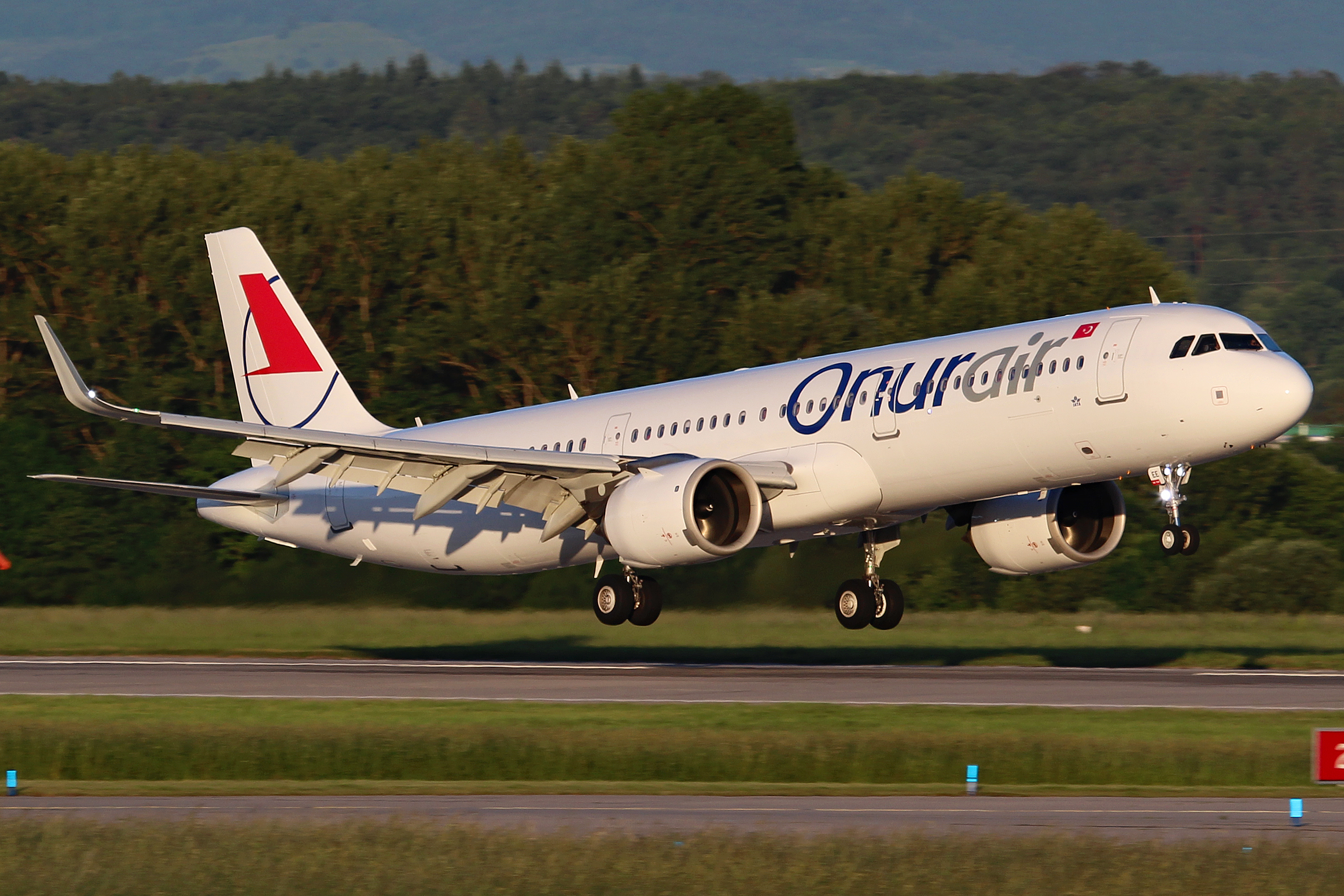
Airbus A321neo der Onur Air am Flughafen Stuttgart

Mit Stand März 2022 bestand die Flotte der Onur Air aus 8 Flugzeugen mit einem Durchschnittsalter von 25,7 Jahren:
| Flugzeugtyp     | Anzahl | bestellt | Anmerkungen                                                                                                   | Sitzplätze |
| --------------- | ------ | -------- | --- | ---------- |
| Airbus A320-200 | 3      |          | abgestellt in Istanbul und Antalya                                                                            | 180        |
| Airbus A321-100 | 2      |          | es handelt sich um die ersten beiden gebauten Prototypen des A321 (Baujahr 1993) beide abgestellt in Istanbul | 210        |
| Airbus A321-200 | 3      |          | alle abgestellt in Istanbul                                                                                   | 219 220    |
| Gesamt          | 8      |          | |            |

### Zuvor eingesetzte Flugzeuge
In der Vergangenheit betrieb Onur Air auch Flugzeuge der Typen Airbus A300B2, Airbus A300B4, Airbus A300-600, Airbus A330-200, Airbus A330-300 und McDonnell Douglas MD-83 sowie MD-88.

## Zwischenfälle
In der Betriebsgeschichte der Onur Air kam es zu mehreren Zwischenfällen und Totalverlusten:
- Am 17. Juni 2003 brach eine McDonnell Douglas MD-88 (Kennzeichen TC-ONP) in Groningen auf Flug 2264 nach Maastricht aufgrund von Problemen mit dem Höhenruder den Start ab und schoss dabei über die Piste hinaus. Dabei kollidierte die Maschine mit der Landebahnbefeuerung und kam einige hundert Meter hinter der Landebahn zum Stehen. Die 149 Insassen blieben unversehrt, jedoch wurde die Maschine bei dem Zwischenfall erheblich beschädigt und später repariert.[17][18]

- Für große mediale Aufmerksamkeit sorgte ein Zwischenfall am 1. Januar 2007, als sich bei derselben McDonnell Douglas MD-88 beim Start in Istanbul eine Frachttür öffnete und daraufhin Koffer auf die Landebahn und ins Meer fielen. Die Maschine landete wieder sicher auf dem Flughafen Istanbul.[19][20]

- Am 1. Mai 2012 musste ein für Saudi Arabian Airlines betriebener Airbus A300-600 (Kennzeichen TC-OAG) nach einem Positionierungsflug ohne Passagiere auf dem Flughafen Jeddah ohne Bugfahrwerk landen. Die Maschine wurde dabei irreparabel beschädigt, die 10 Besatzungsmitglieder blieben unverletzt.[21]

- Am 26. September 2013 kam es auf Flug 1985 von Izmir nach Deauville zu einem schweren Zwischenfall, als der Airbus A321-200 (Kennzeichen TC-OBZ) beim Landeanflug zu tief sank und sich etwa 6 km vor der Landebahn nur noch auf einer Höhe von circa 15 Meter über der Landebahnhöhe befand. Die Besatzung startete nach mehreren Warnungen des Kollisionswarnsystems durch und landete kurz darauf sicher auf dem Flughafen Deauville.[22][23]

- Am 21. Mai 2018 musste erneut ein für Saudi Arabian Airlines betriebener Airbus A330-200 (Kennzeichen TC-OCH) auf dem Flughafen Jeddah aufgrund von Hydraulikproblemen ohne Bugfahrwerk landen. Die Maschine befand sich mit 151 Insassen auf dem Weg von Medina nach Dhaka und wurde ebenfalls irreparabel beschädigt, bei der folgenden Evakuierung wurde ein Passagier schwer und 52 weitere leicht verletzt.[24][25]

- Am 26. Januar 2019 wurde während eines Gewitters mit starken Winden ein Airbus A321-200 (Kennzeichen TC-OEB) auf dem Flughafen Antalya von umherfliegenden Bodenfahrzeugen getroffen und so stark im Cockpitbereich beschädigt, dass er daraufhin abgeschrieben werden musste.[26]